# Hinche
Hinche (Haitianisch-Kreolisch Ench, spanisch Hincha) ist eine haitianische Stadt und Hauptort im Département Centre. Die Stadt hat 42.693 Einwohner (Berechnung 2009) und ist damit die größte Stadt im Département Centre. Sie liegt  am Fluss Guayamouc, etwa 20 bis 30 Kilometer von der Grenze zur Dominikanischen Republik entfernt, die im Osten und Südosten der Stadt verläuft.
Wirtschaftlich ist die Stadt hauptsächlich geprägt von der Landwirtschaft. Bedeutsam ist der Anbau von Kaffee, Baumwolle, Sisal, Zuckerrohr und Früchten. Außerdem betreibt man Viehzucht, Bienenzucht und Baumwollverarbeitung.
Hinche ist Sitz des 1972 errichteten Bistums Hinche der Römisch-Katholischen Kirche.
Der Flughafen von Hinche dient als Regionalflughafen Départements Centre.

## Geschichte
Hinche geht auf den Bau der alten Kathedrale durch Nicolás de Ovando, der im Jahr 1503 fertiggestellt wurde, zurück.

## Bevölkerungsentwicklung
Die Bevölkerung Hinches hat sich in den vergangenen dreißig Jahren mehr als verdreifacht.
| Jahr | Einwohner | Erhebung     |
| ---- | --------- | ------------ |
| 1982 | 10.070    | Volkszählung |
| 2003 | 23.599    | Volkszählung |
| 2009 | 42.693    | Berechnung   |

## In Hinche geboren
- Pedro Santana (1801–1864), dominikanischer Politiker und mehrfach Präsident der Dominikanischen Republik
- Oreste Zamor (1861–1915), haitianischer General, Politiker und Präsident von Haiti
- Charlemagne Péralte (1885–1919), haitianischer Politiker, Militär und Nationalheld
- James Noël (* 1978), haitianischer Lyriker und Romancier